# Sarbia (gromada w powiecie kołobrzeskim)
Sarbia – dawna gromada, czyli najmniejsza jednostka podziału terytorialnego Polskiej Rzeczypospolitej Ludowej w latach 1954–1972.
Gromady, z gromadzkimi radami narodowymi (GRN) jako organami władzy najniższego stopnia na wsi, funkcjonowały od reformy reorganizującej administrację wiejską przeprowadzonej jesienią 1954 do momentu ich zniesienia z dniem 1 stycznia 1973, tym samym wypierając organizację gminną w latach 1954–1972.
Gromadę Sarbia z siedzibą GRN w Sarbi utworzono – jako jedną z 8759 gromad na obszarze Polski – w powiecie gryfickim w woj. szczecińskim na mocy uchwały nr V/43/54 WRN w Szczecinie z dnia 5 października 1954. W skład jednostki weszły obszary dotychczasowych gromad Karcino, Samowo i Sarbia ze zniesionej gminy Gołańcz Pomorska w tymże powiecie. Dla gromady ustalono 10 członków gromadzkiej rady narodowej.
1 stycznia 1958 do gromady Sarbia włączono północno-wschodnią część wsi Bieczyno (stanowiącą grunty PGR o powierzchni 148 ha), wschodnią część jeziora Resko Przymorskie (o powierzchni 316 ha) oraz grunta położone po prawej stronie kanału (o powierzchni 47 ha) z gromady Gorzysław w tymże powiecie, po czym gromadę Sarbia przeniesiono do powiatu kołobrzeskiego w woj. koszalińskim, gdzie włączono do niej także obszar zniesionej gromady Bogusławiec (oprócz wsi Błotnica i Przećmino) oraz wieś Kędrzyno ze zniesionej gromady Byszewo w tymże powiecie.
Gromada przetrwała do końca 1972 roku, czyli do kolejnej reformy gminnej.